# قراين (سهند أباد)
قراین (بالفارسية: قراین) هي مستوطنة تقع في إيران في قسم سهند أباد الريفي. يقدر عدد سكانها بـ 77 نسمة .